# Ora Alexander
Ora Alexander (* um 1896; † unbekannt) war eine amerikanische Bluessängerin und -komponistin.
Über Alexanders Leben und Wirken ist nur sehr wenig bekannt. Bei mehreren Sitzungen nahm sie zwischen Mai 1931 und März 1932 in New York City für Columbia Records zehn eigene Songs auf (von denen aber nur die ersten acht veröffentlicht wurden). Ihr Klavierbegleiter wird nicht namentlich genannt (Milton Davage spielt vermutlich zumindest auf I'm Wild About My Patootie), so dass es sein könnte, dass Alexander selbst die Klavierparts gespielt hat (was aber laut Allmusic nur eine Vermutung ist). Die Titel selbst sind raue und ruppige Barrelhouse-Stücke, wobei Alexanders frecher Gesang das bestimmende Element ist. Sie sang auch sexuell explizite Songs wie I Crave Your Lovin’ Every Day (1932, mit den Zeilen „Come on daddy, get down on your knees, Sock it to my weak spot if you please“) oder You’ve Got to Save That Thing (1931, mit „If you want to satisfy my soul, Come on and rock me with a steady roll“).